# تيد طومسون
تيد طومسون (بالإنجليزية: Ted Thompson)‏ هو لاعب كرة قدم أمريكية أمريكي، ولد في 17 يناير 1953 في أتلانتا في الولايات المتحدة.

## وصلات خارجية
- تيد طومسون على موقع مرجع كرة القدم المحترفة.كوم (الإنجليزية)
- تيد طومسون على موقع كلية كرة القدم في سبورتس رفرنس.كوم (الإنجليزية)